# NGC 4695
NGC 4695 ist eine 13,5 mag helle Balken-Spiralgalaxie vom Hubble-Typ SBbc im Sternbild Großer Bär am Nordsternhimmel. Sie ist schätzungsweise 221 Millionen Lichtjahre von der Milchstraße entfernt und hat einen Durchmesser von etwa 50.000 Lichtjahren. Die Galaxie gilt als Mitglied der NGC 4686-Gruppe (LGG 300).

Im selben Himmelsareal befinden sich u. a. die Galaxien NGC 4669 und NGC 4675.
Das Objekt wurde zweimal entdeckt; am 24. März 1791 von Wilhelm Herschel mit einem 18,7-Zoll-Spiegelteleskop, der sie mit „eF, pS“ beschrieb (geführt als NGC 4695); und am 23. Mai 1897 von Lewis A. Swift (geführt als IC 3791).